# Berna (Santa Fé)
Berna é uma comuna da província de Santa Fé, na Argentina.